# کورادو اینورنیتسی
کورادو اینوِرنیتسی (ایتالیایی: Corrado Invernizzi؛ زادهٔ ۲۵ آوریل ۱۹۶۵) یک هنرپیشه اهل ایتالیا است.
از فیلم‌ها یا برنامه‌های تلویزیونی که وی در آن نقش داشته‌است می‌توان به صورت یک فرشته، فورد در برابر فراری، مارکو پولو، دکتر هو و نابغه اشاره کرد.